# 江湖 (電影)
《江湖》一部2004年上映的香港黑帮电影，製片人曾志偉邀請劉德華與張學友領銜主演，这是自1988年王家衛導演的經典港產片《旺角卡門》後兩位巨星的又一次合作，再次表现兄弟之間的情感及義氣。导演为年轻的黄精甫，憑借该片他獲得了2005年第24届香港電影金像獎最佳新晉導演獎。

## 剧情
龍頭大哥洪仁就縱使早對事業萌生退意，可是卻身不由己，他明白江湖上所謂的退出就等於死亡。兒子出生當日亦是他生命受威脅之時。一個消息正盛傳於江湖，十二小時內，有人要聘死士把仁就殺掉，而買兇者正是仁就身邊的人。一直忠心仁就的三大巨頭紛紛來向他獻計，而仁就一向行為暴烈的好兄弟左手，亦誓要為仁就抓出死士。久歷風雨的仁就卻從容不迫，他靜待各人露出心意……
這邊廂，少年翼仔一直希望在江湖上揚名立萬，為親大哥報仇。為此，他決心要當上死士，完成今晚的任務。可是，大哥卻只給他一把刀……而好友TURBO一直心無大志，但為了相助翼仔完成任務，他鼓起了最大的勇氣，從此改寫一生。任務進行之際，翼仔竟然遇上了一個令他著迷的少女。於這個生死懸於一線的晚上，也是他們的愛情立下誓約之時。
這晚，各人機關算盡，一切卻在意料之外。原來，“兄弟”在各人的心目中有著不同的意思。

## 角色
| 演員   | 角色                               |
| 劉德華 | 洪仁就                             |
| 張學友 | 左手                               |
| 陳冠希 | TURBO（青年左手）                  |
| 余文樂 | 翼仔（青年洪仁就）                 |
| 曾志偉 | 高佬，与左手对立                   |
| 苗僑伟 | 費歌，与左手对立                   |
| 徐少強 | 巨肺，与左手对立                   |
| 杜汶泽 | 濤哥，雇佣翼仔杀人的联络人         |
| 林家栋 | 勝，左手手下                       |
| 吴倩莲 | 安妮（洪仁就妻子）                 |
| 惠英紅 | 丽姐（翼哥、翼仔母親）             |
| 林雪   | 肥警察，佩枪被翼仔抢走             |
| 王青   | 老許（費歌手下）                   |
| 夏萍   | 左手母親                           |
| 林苑   | 游游（Yoyo），妓女，翼仔喜欢她     |
| 曉海   | 鐵，洪仁就手下                     |
| 黃樹棠 | 蛇仔明                             |
| 吳岱融 | 目標大佬                           |
| 高磊   | 翼哥，翼仔（洪仁就）之兄，丽姐之子 |
| 羅天池 | 高佬手下                           |
| 朱潔儀 | 費歌老婆                           |
| 李日昇 | 費歌兒子                           |
| 何華超 | 年哥                               |

## 拍攝場地
部分取景地有：遮打道行人隧道，及西營盤社區綜合大樓。 （页面存档备份，存于）
拍攝時怪事
電影在西營盤社區綜合大樓（有“高街鬼屋”之稱）取景，在拍攝時接連發生怪事，張學友正準備拍攝時，卻聽到工作人員說：「你看學友走得這麼快幹嘛？」張學友正準備拍攝站著不動，可是導演和工作人員卻都看到他走進屋裡。拍攝一會兒，大家又聽到屋裡有人喊救命，工作人員跑進一看，只見一個老伯，問他發生什麼事情，他說：「沒事，每晚都這樣。」結果一轉頭老伯也不見蹤影。另外，出品人譚詠麟拍攝時在保安室想開電視看足球轉播，但大樓保安聲稱保安室晚上開電視會有怪事發生，晚上絕不能開電視。

## 其他
於2025年3月7日，新加坡人力部長陳詩龍在國會撥款委員會總結人力部開支預算辯論回應新加坡前進黨議員梁文輝質疑官方經濟數據不透明，陳詩龍多次解釋無效，拿起手機，用粵語字正腔圓讀出劉德華在電影中的台詞：
「講，你又唔聽；聽，你又唔明；明，你又唔做；做，你又做錯；錯，你又唔認；認，你又唔改；改，你又唔服；咁你要點呀？」
(我說了,你又聽不進去；你聽了，你又不明白，你明白了, 你又不去做, 你做了, 你卻做錯了, 你錯了, 你又不認錯, 你認了, 你又不改正錯誤, 你改了, 你又不服氣, 那你想怎樣?)

## 相关项目
- 《周处除三害》，同导演执导电影，有一情节即洪仁就因被陈桂林处理后而过世。